# Deens voetbalelftal (vrouwen)
Het Deens vrouwenvoetbalelftal is een voetbalteam dat uitkomt voor Denemarken bij internationale wedstrijden zoals het Europees kampioenschap.

## Prestaties op eindronden

### Wereldkampioenschap
| Jaar   | Resultaat           | Wed                 | W                   | G                   | V                   | DV                  | DT                  |
| ------ | ------------------- | ------------------- | ------------------- | ------------------- | ------------------- | ------------------- | ------------------- |
| 1991   | Kwartfinale         | 4                   | 1                   | 2                   | 1                   | 7                   | 6                   |
| 1995   | Kwartfinale         | 4                   | 1                   | 0                   | 3                   | 7                   | 8                   |
| 1999   | Groepsfase          | 3                   | 0                   | 0                   | 3                   | 1                   | 8                   |
| 2003   | Niet gekwalificeerd | Niet gekwalificeerd | Niet gekwalificeerd | Niet gekwalificeerd | Niet gekwalificeerd | Niet gekwalificeerd | Niet gekwalificeerd |
| 2007   | Groepsfase          | 3                   | 1                   | 0                   | 2                   | 4                   | 4                   |
| 2011   | Niet gekwalificeerd | Niet gekwalificeerd | Niet gekwalificeerd | Niet gekwalificeerd | Niet gekwalificeerd | Niet gekwalificeerd | Niet gekwalificeerd |
| 2015   | Niet gekwalificeerd | Niet gekwalificeerd | Niet gekwalificeerd | Niet gekwalificeerd | Niet gekwalificeerd | Niet gekwalificeerd | Niet gekwalificeerd |
| 2019   | Niet gekwalificeerd | Niet gekwalificeerd | Niet gekwalificeerd | Niet gekwalificeerd | Niet gekwalificeerd | Niet gekwalificeerd | Niet gekwalificeerd |
| / 2023 | Achtste finale      | 4                   | 2                   | 0                   | 2                   | 3                   | 3                   |
| Totaal | 5/9                 | 18                  | 5                   | 2                   | 12                  | 22                  | 29                  |

### Olympische Spelen
| Jaar   | Resultaat           | Wed                 | W                   | G                   | V                   | DV                  | DT                  |
| ------ | ------------------- | ------------------- | ------------------- | ------------------- | ------------------- | ------------------- | ------------------- |
| 1996   | Eerste ronde        | 3                   | 0                   | 0                   | 3                   | 2                   | 11                  |
| 2000   | Niet gekwalificeerd | Niet gekwalificeerd | Niet gekwalificeerd | Niet gekwalificeerd | Niet gekwalificeerd | Niet gekwalificeerd | Niet gekwalificeerd |
| 2004   | Niet gekwalificeerd | Niet gekwalificeerd | Niet gekwalificeerd | Niet gekwalificeerd | Niet gekwalificeerd | Niet gekwalificeerd | Niet gekwalificeerd |
| 2008   | Niet gekwalificeerd | Niet gekwalificeerd | Niet gekwalificeerd | Niet gekwalificeerd | Niet gekwalificeerd | Niet gekwalificeerd | Niet gekwalificeerd |
| 2012   | Niet gekwalificeerd | Niet gekwalificeerd | Niet gekwalificeerd | Niet gekwalificeerd | Niet gekwalificeerd | Niet gekwalificeerd | Niet gekwalificeerd |
| 2016   | Niet gekwalificeerd | Niet gekwalificeerd | Niet gekwalificeerd | Niet gekwalificeerd | Niet gekwalificeerd | Niet gekwalificeerd | Niet gekwalificeerd |
| Totaal | 1/6                 | 3                   | 0                   | 0                   | 3                   | 2                   | 11                  |

### Europees kampioenschap
| Jaar                   | Resultaat           | Wed                 | W                   | G                   | V                   | DV                  | DT                  |
| ---------------------- | ------------------- | ------------------- | ------------------- | ------------------- | ------------------- | ------------------- | ------------------- |
| 1984                   | Halve finale        | 2                   | 0                   | 0                   | 2                   | 1                   | 3                   |
| 1987                   | Niet gekwalificeerd | Niet gekwalificeerd | Niet gekwalificeerd | Niet gekwalificeerd | Niet gekwalificeerd | Niet gekwalificeerd | Niet gekwalificeerd |
| 1989                   | Niet gekwalificeerd | Niet gekwalificeerd | Niet gekwalificeerd | Niet gekwalificeerd | Niet gekwalificeerd | Niet gekwalificeerd | Niet gekwalificeerd |
| 1991                   | Derde               | 2                   | 1                   | 1                   | 0                   | 2                   | 1                   |
| 1993                   | Derde               | 2                   | 1                   | 0                   | 1                   | 3                   | 2                   |
| 1995                   | Niet gekwalificeerd | Niet gekwalificeerd | Niet gekwalificeerd | Niet gekwalificeerd | Niet gekwalificeerd | Niet gekwalificeerd | Niet gekwalificeerd |
| 1997                   | Groepsfase          | 3                   | 0                   | 1                   | 2                   | 2                   | 9                   |
| 2001                   | Halve finale        | 4                   | 2                   | 0                   | 2                   | 6                   | 6                   |
| 2005                   | Groepsfase          | 3                   | 1                   | 1                   | 1                   | 4                   | 4                   |
| 2009                   | Groepsfase          | 3                   | 1                   | 0                   | 2                   | 3                   | 4                   |
| 2013                   | Halve finale        | 5                   | 0                   | 4                   | 1                   | 5                   | 6                   |
| 2017                   | Tweede              | 6                   | 3                   | 1                   | 2                   | 6                   | 6                   |
| 2022                   | Groepsfase          | 3                   | 1                   | 0                   | 2                   | 1                   | 5                   |
| 2025                   | Groepsfase          | 3                   | 0                   | 0                   | 3                   | 3                   | 6                   |
| Europees kampioenschap | 11/14               | 36                  | 10                  | 8                   | 18                  | 36                  | 52                  |

## FIFA-wereldranglijst
Betreft klassering aan het einde van het jaar.
| 2003 | 2004 | 2005 | 2006 | 2007 | 2008 | 2009 | 2010 | 2011 | 2012 | 2013 | 2014 | 2015 | 2016 | 2017 |
| ---- | ---- | ---- | ---- | ---- | ---- | ---- | ---- | ---- | ---- | ---- | ---- | ---- | ---- | ---- |
| 8    | 7    | 8    | 8    | 8    | 7    | 10   | 14   | 12   | 13   | 13   | 16   | 15   | 15   | 12   |

## Selecties

### Wereldkampioenschap
| Selectie van Denemarken tijdens het WK 1991 | Selectie van Denemarken tijdens het WK 1991 | Selectie van Denemarken tijdens het WK 1991 | Selectie van Denemarken tijdens het WK 1991 | Selectie van Denemarken tijdens het WK 1991 | Selectie van Denemarken tijdens het WK 1991 | Selectie van Denemarken tijdens het WK 1991 | Selectie van Denemarken tijdens het WK 1991 | Selectie van Denemarken tijdens het WK 1991 |
| №                                           | Naam                                        | Wed.                                        | Dlpnt.                                      | Club                                        |                                             |                                             |                                             |                                             |
| ------------------------------------------- | ------------------------------------------- | ------------------------------------------- | ------------------------------------------- | ------------------------------------------- | ------------------------------------------- | ------------------------------------------- | ------------------------------------------- | ------------------------------------------- |
| Doel                                        |                                             |                                             |                                             |                                             |                                             |                                             |                                             |                                             |
| 1                                           | Helle Bjerregaard                           |                                             |                                             | Rødovre BK                                  |                                             |                                             |                                             |                                             |
| 16                                          | Gitte Hansen                                |                                             |                                             | Boldklubben 1909                            |                                             |                                             |                                             |                                             |
| Verdediging                                 |                                             |                                             |                                             |                                             |                                             |                                             |                                             |                                             |
| 2                                           | Karina Sefron                               |                                             |                                             | Malmö FF                                    |                                             |                                             |                                             |                                             |
| 3                                           | Jannie Hansen                               |                                             |                                             | Rødovre BK                                  |                                             |                                             |                                             |                                             |
| 4                                           | Bonny Madsen                                |                                             |                                             | Malmö FF                                    |                                             |                                             |                                             |                                             |
| 5                                           | Helle Rotboll                               |                                             |                                             | Hjortshøj-Egå                               |                                             |                                             |                                             |                                             |
| 6                                           | Mette Nielsen                               |                                             |                                             | Vorup FB                                    |                                             |                                             |                                             |                                             |
| Middenveld                                  |                                             |                                             |                                             |                                             |                                             |                                             |                                             |                                             |
| 7                                           | Susan Mackensie                             |                                             |                                             | Hjortshøj-Egå                               |                                             |                                             |                                             |                                             |
| 8                                           | Lisbet Kolding                              |                                             |                                             | Hjortshøj-Egå                               |                                             |                                             |                                             |                                             |
| 12                                          | Irene Stelling                              |                                             |                                             | Hjortshøj-Egå                               |                                             |                                             |                                             |                                             |
| 14                                          | Marianne Jensen                             |                                             |                                             | Hjortshøj-Egå                               |                                             |                                             |                                             |                                             |
| 15                                          | Rikke Holm                                  |                                             |                                             | Boldklubben 1909                            |                                             |                                             |                                             |                                             |
| 17                                          | Lotte Bagge                                 |                                             |                                             | Boldklubben 1909                            |                                             |                                             |                                             |                                             |
| 18                                          | Janne Rasmussen                             |                                             |                                             | Boldklubben 1909                            |                                             |                                             |                                             |                                             |
| Aanval                                      |                                             |                                             |                                             |                                             |                                             |                                             |                                             |                                             |
| 9                                           | Annie Gam-Pedersen                          |                                             |                                             | Odense BK                                   |                                             |                                             |                                             |                                             |
| 10                                          | Helle Jensen                                |                                             |                                             | Boldklubben 1909                            |                                             |                                             |                                             |                                             |
| 11                                          | Hanne Nissen                                |                                             |                                             | Odense BK                                   |                                             |                                             |                                             |                                             |
| 13                                          | Annette Tychosen                            |                                             |                                             | Vejle BK                                    |                                             |                                             |                                             |                                             |
| Bondscoach: Keld Gantzhorn                  |                                             |                                             |                                             |                                             |                                             |                                             |                                             |                                             |

| Selectie van Denemarken tijdens het WK 1995 | Selectie van Denemarken tijdens het WK 1995 | Selectie van Denemarken tijdens het WK 1995 | Selectie van Denemarken tijdens het WK 1995 | Selectie van Denemarken tijdens het WK 1995 | Selectie van Denemarken tijdens het WK 1995 | Selectie van Denemarken tijdens het WK 1995 | Selectie van Denemarken tijdens het WK 1995 | Selectie van Denemarken tijdens het WK 1995 |
| №                                           | Naam                                        | Wed.                                        | Dlpnt.                                      | Club                                        |                                             |                                             |                                             |                                             |
| ------------------------------------------- | ------------------------------------------- | ------------------------------------------- | ------------------------------------------- | ------------------------------------------- | ------------------------------------------- | ------------------------------------------- | ------------------------------------------- | ------------------------------------------- |
| Doel                                        |                                             |                                             |                                             |                                             |                                             |                                             |                                             |                                             |
| 1                                           | Dorthe Larsen                               |                                             |                                             | Fortuna Hjørring                            |                                             |                                             |                                             |                                             |
| 16                                          | Helle Bjerregaard                           |                                             |                                             | Rødovre BK                                  |                                             |                                             |                                             |                                             |
| Verdediging                                 |                                             |                                             |                                             |                                             |                                             |                                             |                                             |                                             |
| 2                                           | Louise Hansen                               |                                             |                                             | Rødovre BK                                  |                                             |                                             |                                             |                                             |
| 3                                           | Kamma Flæng                                 |                                             |                                             | Hjortshøj-Egå                               |                                             |                                             |                                             |                                             |
| 4                                           | Lene Terp                                   |                                             |                                             | Vejle BK                                    |                                             |                                             |                                             |                                             |
| 5                                           | Katrine Søndergaard                         |                                             |                                             | Hjortshøj-Egå                               |                                             |                                             |                                             |                                             |
| 18                                          | Bettina Allentoft                           |                                             |                                             | Hjortshøj-Egå                               |                                             |                                             |                                             |                                             |
| Middenveld                                  |                                             |                                             |                                             |                                             |                                             |                                             |                                             |                                             |
| 7                                           | Annette Laursen                             |                                             |                                             | Hjortshøj-Egå                               |                                             |                                             |                                             |                                             |
| 6                                           | Rikke Holm                                  |                                             |                                             | Odense BK                                   |                                             |                                             |                                             |                                             |
| 8                                           | Lisbet Kolding                              |                                             |                                             | Hjortshøj-Egå                               |                                             |                                             |                                             |                                             |
| 10                                          | Birgit Christensen                          |                                             |                                             | Fortuna Hjørring                            |                                             |                                             |                                             |                                             |
| 12                                          | Anne Nielsen                                |                                             |                                             | Hjortshøj-Egå                               |                                             |                                             |                                             |                                             |
| 15                                          | Christine Bonde                             |                                             |                                             | Rødovre BK                                  |                                             |                                             |                                             |                                             |
| 19                                          | Jeanne Axelsen                              |                                             |                                             | Hillerød GI                                 |                                             |                                             |                                             |                                             |
| Aanval                                      |                                             |                                             |                                             |                                             |                                             |                                             |                                             |                                             |
| 9                                           | Helle Jensen                                |                                             |                                             | Fortuna Hjørring                            |                                             |                                             |                                             |                                             |
| 11                                          | Gitte Krogh                                 |                                             |                                             | Hjortshøj-Egå                               |                                             |                                             |                                             |                                             |
| 13                                          | Christina Hansen                            |                                             |                                             | Hillerød GI                                 |                                             |                                             |                                             |                                             |
| 14                                          | Lene Madsen                                 |                                             |                                             | Fortuna Hjørring                            |                                             |                                             |                                             |                                             |
| 17                                          | Karina Christensen                          |                                             |                                             | Fortuna Hjørring                            |                                             |                                             |                                             |                                             |
| 20                                          | Christina Petersen                          |                                             |                                             | Fortuna Hjørring                            |                                             |                                             |                                             |                                             |
| Bondscoach: Keld Gantzhorn                  |                                             |                                             |                                             |                                             |                                             |                                             |                                             |                                             |

| Selectie van Denemarken tijdens het WK 1999 | Selectie van Denemarken tijdens het WK 1999 | Selectie van Denemarken tijdens het WK 1999 | Selectie van Denemarken tijdens het WK 1999 | Selectie van Denemarken tijdens het WK 1999 | Selectie van Denemarken tijdens het WK 1999 | Selectie van Denemarken tijdens het WK 1999 | Selectie van Denemarken tijdens het WK 1999 | Selectie van Denemarken tijdens het WK 1999 |
| №                                           | Naam                                        | Wed.                                        | Dlpnt.                                      | Club                                        |                                             |                                             |                                             |                                             |
| ------------------------------------------- | ------------------------------------------- | ------------------------------------------- | ------------------------------------------- | ------------------------------------------- | ------------------------------------------- | ------------------------------------------- | ------------------------------------------- | ------------------------------------------- |
| Doel                                        |                                             |                                             |                                             |                                             |                                             |                                             |                                             |                                             |
| 1                                           | Dorthe Larsen                               |                                             |                                             | Fortuna Hjørring                            |                                             |                                             |                                             |                                             |
| 16                                          | Christina Jensen                            |                                             |                                             | Rødovre BK                                  |                                             |                                             |                                             |                                             |
| Verdediging                                 |                                             |                                             |                                             |                                             |                                             |                                             |                                             |                                             |
| 2                                           | Hanne Sand                                  |                                             |                                             | Fortuna Hjørring                            |                                             |                                             |                                             |                                             |
| 3                                           | Karina Christensen                          |                                             |                                             | Rødovre BK                                  |                                             |                                             |                                             |                                             |
| 4                                           | Lene Terp                                   |                                             |                                             | Odense BK                                   |                                             |                                             |                                             |                                             |
| 5                                           | Marlene Kristensen                          |                                             |                                             | Odense BK                                   |                                             |                                             |                                             |                                             |
| 13                                          | Ulla Knudsen                                |                                             |                                             | Hjortshøj-Egå                               |                                             |                                             |                                             |                                             |
| 14                                          | Katrine Pedersen                            |                                             |                                             | Hjortshøj-Egå                               |                                             |                                             |                                             |                                             |
| 18                                          | Lise Søndergaard                            |                                             |                                             | Hjortshøj-Egå                               |                                             |                                             |                                             |                                             |
| 20                                          | Anne-Mette Christensen                      |                                             |                                             | Fortuna Hjørring                            |                                             |                                             |                                             |                                             |
| Middenveld                                  |                                             |                                             |                                             |                                             |                                             |                                             |                                             |                                             |
| 6                                           | Jeanne Axelsen                              |                                             |                                             | KB                                          |                                             |                                             |                                             |                                             |
| 7                                           | Louise Hansen                               |                                             |                                             | Sportfreunde Siegen                         |                                             |                                             |                                             |                                             |
| 8                                           | Janne Rasmussen                             |                                             |                                             | Odense BK                                   |                                             |                                             |                                             |                                             |
| 9                                           | Christina Petersen                          |                                             |                                             | Fortuna Hjørring                            |                                             |                                             |                                             |                                             |
| 17                                          | Hanne Nørregaard                            |                                             |                                             | KB                                          |                                             |                                             |                                             |                                             |
| 19                                          | Janni Johansen                              |                                             |                                             | KB                                          |                                             |                                             |                                             |                                             |
| Aanval                                      |                                             |                                             |                                             |                                             |                                             |                                             |                                             |                                             |
| 10                                          | Gitte Krogh                                 |                                             |                                             | Odense BK                                   |                                             |                                             |                                             |                                             |
| 11                                          | Merete Pedersen                             |                                             |                                             | Odense BK                                   |                                             |                                             |                                             |                                             |
| 12                                          | Lene Jensen                                 |                                             |                                             | Hjortshøj-Egå                               |                                             |                                             |                                             |                                             |
| 15                                          | Mikka Hansen                                |                                             |                                             | KB                                          |                                             |                                             |                                             |                                             |
| Bondscoach: Jørgen Hvidemose                |                                             |                                             |                                             |                                             |                                             |                                             |                                             |                                             |

### Europees kampioenschap
|                          |                      |      |         |                   |
|                          |                      |      |         |                   |
|                          |                      |      |         |                   |
| №                        | Naam                 | Wed. | Dlpnt.  | Club              |
| Doel                     |                      |      |         |                   |
| 1                        | Stina Lykke Petersen | 6    | - 6 (0) | KoldingQ          |
| 16                       | Maria Christensen    | 0    | 0       | Fortuna Hjørring  |
| 22                       | Line Johansen        | 0    | 0       | Vejle BK          |
| Verdediging              |                      |      |         |                   |
| 2                        | Line Røddik          | 5    | 0       | FC Barcelona      |
| 3                        | Janni Arnth          | 1    | 0       | Linköpings FC     |
| 5                        | Simone Sørensen      | 6    | 0 (1)   | FC Rosengård      |
| 8                        | Theresa Nielsen      | 6    | 1       | Vålerenga IF      |
| 18                       | Mie Jans             | 0    | 0       | Manchester City   |
| 19                       | Cecilie Sandvej      | 5    | 0       | 1. FFC Frankfurt  |
| 20                       | Stine Pedersen       | 0    | 0       | IK Skovbakken     |
| 23                       | Luna Gewitz          | 0    | 0       | Fortuna Hjørring  |
| Middenveld               |                      |      |         |                   |
| 4                        | Maja Kildemoes       | 4    | 0       | Linköpings FC     |
| 6                        | Nanna Christiansen   | 0    | 0       | Brøndby IF        |
| 7                        | Sanne Troelsgaard    | 6    | 1       | FC Rosengård      |
| 11                       | Katrine Vej          | 6    | 1       | Montpellier HSC   |
| 13                       | Sofie Pedersen       | 1    | 0 (0)   | FC Rosengård      |
| 14                       | Nicoline Sørensen    | 6    | 0       | Linköpings FC     |
| 17                       | Line Jensen          | 0    | 0       | Washington Spirit |
| 21                       | Sarah Hansen         | 0    | 0       | Fortuna Hjørring  |
| Aanval                   |                      |      |         |                   |
| 9                        | Nadia Nadim          | 6    | 2 (1)   | Portland Thorns   |
| 10                       | Pernille Harder      | 6    | 1 (1)   | VfL Wolfsburg     |
| 12                       | Stine Larsen         | 5    | 0       | Brøndby IF        |
| 15                       | Frederikke Thøgersen | 4    | 0       | Fortuna Hjørring  |
| Bondscoach: Nils Nielsen |                      |      |         |                   |

## Statistieken
- Bijgewerkt tot en met de oefeninterland tegen  Verenigde Arabische Emiraten (2–0) op 23 februari 2022.

### Tegenstanders
| Tegenstander          | Wed. | W  | G | V  | DV | DT | DS  | Details |
| --------------------- | ---- | -- | - | -- | -- | -- | --- | ------- |
| Argentinië            | 1    | 1  | 0 | 0  | 1  | 0  | +1  | details |
| Armenië               | 2    | 2  | 0 | 0  | 16 | 0  | +16 | details |
| Australië             | 5    | 3  | 2 | 0  | 12 | 5  | +7  | details |
| Azerbeidzjan          | 1    | 1  | 0 | 0  | 8  | 0  | +8  | details |
| België                | 12   | 10 | 1 | 1  | 35 | 7  | +28 | details |
| Bosnië en Herzegovina | 4    | 4  | 0 | 0  | 17 | 0  | +17 | details |
| Brazilië              | 5    | 1  | 1 | 3  | 5  | 7  | –2  | details |
| Bulgarije             | 4    | 3  | 1 | 0  | 19 | 1  | +18 | details |
| Canada                | 3    | 1  | 0 | 2  | 4  | 5  | –1  | details |
| Chili                 | 2    | 2  | 0 | 0  | 6  | 1  | +5  | details |
| China                 | 13   | 2  | 4 | 7  | 11 | 26 | –15 | details |
| Colombia              | 2    | 0  | 2 | 0  | 3  | 3  | 0   | details |
| Duitsland             | 22   | 6  | 4 | 12 | 19 | 45 | –26 | details |
| Engeland              | 9    | 2  | 0 | 7  | 7  | 13 | –6  | details |
| Finland               | 21   | 13 | 4 | 4  | 45 | 17 | +28 | details |
| Frankrijk             | 16   | 4  | 4 | 8  | 25 | 30 | –5  | details |
| Georgië               | 4    | 4  | 0 | 0  | 38 | 0  | +38 | details |
| Griekenland           | 2    | 2  | 0 | 0  | 13 | 0  | +13 | details |
| Hongarije             | 3    | 3  | 0 | 0  | 15 | 2  | +13 | details |
| Ierland               | 2    | 2  | 0 | 0  | 5  | 0  | +5  | details |

## Trivia
De Deense spelers gingen in staking om betere voorwaarden van de DBU af te dwingen tijdens de WK-kwalificatieronde. Zo kwam het team in november 2017 niet opdagen in Zweden en verloor het reglementair met 3-0. Bovendien kreeg de DBU een geldstraf van € 20.000,- en het team een voorwaardelijke uitsluitingsstraf van vier jaar. Inmiddels is het geschil beslecht.
DBU · A-internationals · Selecties · Bondscoaches · Deens vrouwenelftal · Olympisch elftal · Denemarken U21 · Denemarken U20 · Denemarken U19 · Denemarken U18 · Denemarken U17 · Denemarken U16 · Vrouwen U17
1908 – 1919 ·
1920 – 1929 ·
1930 – 1939 ·
1940 – 1949 ·
1950 – 1959 ·
1960 – 1969 ·
1970 – 1979 ·
1980 – 1989 ·
1990 – 1999 ·
2000 – 2009 ·
2010 – 2019 ·
2020 − 2029
EK's: 1964 · 
1984 · 
1988 · 
1992 · 
1996 · 
2000 · 
2004 · 
2012 · 
2020 · 
2024
WK's: 1986 · 
1998 · 
2002 · 
2010 · 
2018 · 
2022
OS: 1908 · 
1912 · 
1920 · 
1948 · 
1952 · 
1960 · 
1972 · 
1992 · 
2016
1908 · 
1909 · 
1910 · 
1911 · 
1912 · 
1913 · 
1914 · 
1915 · 
1916 · 
1917 · 
1918 · 
1919 · 
1920 · 
1921 · 
1922 · 
1923 · 
1924 · 
1925 · 
1926 · 
1927 · 
1928 · 
1929 · 
1930 · 
1931 · 
1932 · 
1933 · 
1934 · 
1935 · 
1936 · 
1937 · 
1938 · 
1939 · 
1940 · 
1941 · 
1942 · 
1943 · 
1944 · 
1946 · 
1947 · 
1948 · 
1949 · 
1950 · 
1952 · 
1952 · 
1953 · 
1954 · 
1955 · 
1956 · 
1957 · 
1958 · 
1959 · 
1960 · 
1961 · 
1962 · 
1963 · 
1964 · 
1965 · 
1966 · 
1967 · 
1968 · 
1969 · 
1970 · 
1971 · 
1972 · 
1973 · 
1974 · 
1975 · 
1976 · 
1977 · 
1978 · 
1979 · 
1980 · 
1981 · 
1982 · 
1983 · 
1984 · 
1985 · 
1986 · 
1987 · 
1988 · 
1989 · 
1990 ·
1991 · 
1992 · 
1993 · 
1994 · 
1995 · 
1996 · 
1997 · 
1998 · 
1999 · 
2000 · 
2001 · 
2002 · 
2003 · 
2004 · 
2005 · 
2006 · 
2007 · 
2008 · 
2009 · 
2010 · 
2011 · 
2012 · 
2013 · 
2014 · 
2015 · 
2016 · 
2017 · 
2018 ·
2019 ·
2020 ·
2021 ·
2022 ·
2023
Albanië ·
Algerije ·
Argentinië ·
Armenië ·
Australië ·
België ·
Bermuda ·
Bosnië en Herzegovina · 
Brazilië ·
Bulgarije ·
Canada ·
Chili ·
Cyprus ·
DDR ·
Duitsland ·
Ecuador ·
Egypte ·
Engeland ·
Estland ·
Faeröer · 
Finland · 
Frankrijk ·
Gambia ·
Georgië ·
Ghana ·
Gibraltar ·
GOS ·
Griekenland ·
Honduras ·
Hongarije ·
Hongkong ·
Ierland ·
IJsland ·
Indonesië ·
Iran ·
Israël ·
Italië ·
Japan ·
Joegoslavië ·
Kameroen ·
Kazachstan ·
Kosovo · 
Kroatië · 
Letland ·
Liechtenstein ·
Litouwen ·
Luxemburg ·
Malta ·
Marokko ·
Mexico ·
Moldavië · 
Montenegro · 
Nederland ·
Nederlandse Antillen ·
Nigeria ·
Noord-Ierland ·
Noord-Macedonië ·
Noorwegen ·
Oekraïne ·
Oostenrijk ·
Panama ·
Paraguay ·
Peru ·
Polen ·
Portugal ·
Roemenië ·
Rusland ·
San Marino ·
Saoedi-Arabië ·
Schotland ·
Senegal ·
Servië ·
Singapore ·
Slovenië ·
Slowakije ·
Sovjet-Unie ·
Spanje ·
Suriname ·
Thailand ·
Togo · 
Tsjechië ·
Tsjecho-Slowakije ·
Tunesië · 
Turkije · 
Uruguay ·
Verenigde Arabische Emiraten ·
Verenigde Staten ·
Wales ·
Wit-Rusland ·
Zuid-Afrika ·
Zuid-Korea ·
Zweden ·
Zwitserland
Argentinië (1995) · 
Australië (2018) ·
Australië (2022) · 
België (2021) · 
Duitsland (1992) · 
Duitsland (2012) · 
Engeland (2021) · 
Finland (2021) · 
Frankrijk (2002) · 
Frankrijk (2018) · 
Japan (2010) · 
Kameroen (2010) · 
Kroatië (2018) · 
Nederland (2010) · 
Nederland (2012) · 
Peru (2018) · 
Portugal (2012) · 
Rusland (2021) · 
Senegal (2002) · 
Tsjechië (2021) · 
Uruguay (2002) · 
Wales (2021)